# Halbe
Halbe  est une commune de Brandebourg (Allemagne), située dans l'arrondissement de Dahme-Forêt-de-Spree.

## Histoire
Durant la Seconde Guerre mondiale, du 24 avril au 1er mai 1945 lors de l'offensive sur Berlin, elle fut le théâtre d'intenses combats entre ce qui restait des forces de la Wehrmacht (9e armée) du général Theodor Buße, soit 80 000 hommes et l'Armée rouge sous le commandement de Ivan Konev, soit 280 000 hommes. Plus de 10 000 civils furent tués dans les combats.
Les Soviétiques employèrent à grande échelle des Katioucha afin de venir à bout des Allemands retranchés dans la ville.

## Démographie
| Année | Population |
| ----- | ---------- |
| 1875  | 1 573      |
| 1890  | 1 807      |
| 1910  | 2 476      |
| 1925  | 2 408      |
| 1933  | 2 422      |
| 1939  | 2 555      |
| 1946  | 3 031      |
| 1950  | 3 007      |
| 1964  | 2 648      |
| 1971  | 2 570      |

| Année | Population |
| ----- | ---------- |
| 1981  | 2 264      |
| 1985  | 2 194      |
| 1989  | 2 133      |
| 1990  | 2 119      |
| 1991  | 2 117      |
| 1992  | 2 098      |
| 1993  | 2 079      |
| 1994  | 2 112      |
| 1995  | 2 105      |
| 1996  | 2 134      |

| Année | Population |
| ----- | ---------- |
| 1997  | 2 217      |
| 1998  | 2 262      |
| 1999  | 2 244      |
| 2000  | 2 266      |
| 2001  | 2 267      |
| 2002  | 2 240      |
| 2003  | 2 225      |
| 2004  | 2 360      |
| 2005  | 2 232      |
| 2006  | 2 219      |

| Année | Population |
| ----- | ---------- |
| 2007  | 2 194      |
| 2008  | 2 167      |
| 2009  | 2 169      |
| 2010  | 2 141      |
| 2011  | 2 194      |
| 2012  | 2 208      |
| 2013  | 2 150      |
| 2014  | 2 176      |
| 2015  | 2 615      |
| 2016  | 2 457      |

| Année | Population |
| ----- | ---------- |
| 2017  | 2 402      |
| 2018  | 2 385      |
| 2019  | 2 331      |
| 2020  | 2 415      |